# Atypena superciliosa
Atypena superciliosa là một loài nhện trong họ Linyphiidae.
Loài này thuộc chi Atypena. Atypena superciliosa được Eugène Simon miêu tả năm 1894.